# Aerootitis
Aerootitis je poremećaj rada bubne opne i drugih organa i tkiva srednjeg uva, uzrokovan disfunkcijom Eustahieve tube u toku promene pritiska vazduha unutar i izvan srednjeg uva.
Eustahijeva tuba je mali kanal koji spaja srednje uvo sa zadnjim zidom gornjeg sprata ždrela i nosa (lat. nasopharynx). Njegova svrha je da omogući izjednačenje pritiska vazduha u srednjem uvu sa pritiskom van njega.
Zbog disfunkcija Eustahijeve tube, koje nastaju kada se njen kanal ne otvara tokom gutanja ili zevanja, javlja se razlika između pritiska vazduha unutar i izvan srednjeg uva, što izaziva nelagodnost u uvu, bolove i druge, najčešće, privremene probleme.

## Nazivi
Aerootitis — barotitis — lat. otitis med.barothraumatica — barotrauma srednjeg uva.

## Epidemiologija
Učestalos arootitisa je oko 10% kod odraslih osoba, a 20% u dece. U studiji objavljenoj 2004, Stangerup SE., navodi da je 14% од 188 putnika 24. novembra 2001. u toku leta avionima kompanije SAS i Kastrup et Heathrow, zadobilo aerootitis.
Trogodišnja studija sprovedena kod 111 bolesnika koji su lečeni 2.394 puta rutinskom hiperbaričnom oksigenoterapijom u barokomori pokazala je da je ukupna stopa barotrauma uva i sinusa 3,05 slučajeva na 100 seansi. Većina simptoma dogodila se tokom početna tri tretmana uz minimalano povećanje pritiska. Barotarauma sinusa u ovom istraživanju registrovana je u 5% a barotrauma uva u 95% slučaja. Osnovna bolest zbog koje su lečeni bolesnici HBOT nije bila od uticaja na pojavu aerosinuzitisa i aerootitisa.

## Patofizilogija
Svoju ventilaciju u koju spada i regulacija barometarskog pritisaka, srednje uvo obavlja pravilno, samo ako je obezbeđena normalna prohodnost Eustahieve tube. Poremećaji u ventilaciji srednjeg uva, kod većine slučajeva su najčešće bez posledica, i stanje se normalizuje za nekoliko dana uz primenu dekongestiva i antibiotika. Međutim, moguća su i oštećenja, kao što su; gubitak sluha, zujanje u ušima (lat - tinnitus), vrtoglavica, koji mogu biti privremeni ili trajni.
Funkciju E.tube mogu poremetiti različiti faktori među kojima su najučestaliji;
- Akutna infekcija gornjih disajnih puteva,(koja zbog pojave otoka u ždrelu zatvara ždrelni otvor tube, ali i otok cele tube),
- Iskrivljena nosna pregrada (lat Deviatio septi nassi) značajno otežava ventilaciju zbog stvaranja vrtložnih struja vazduha u toku disanja.
- Polipoza nosa, (polipozni izraštaji stvaranju prepreku u nosu i ždrelu i remete normalnu ventilaciju E.tube)
- Zapaljenje sinusa, sa obilnom sekrecijom (podržava pojavu zapaljenja ždrelnog dela E.tube koja je praćena njenim otokom i suženjem lumena)
- Anomalije u položaju donje vilice (skraćuju tetivu mišića zatezača mekog nepca i otežavaju otvaranje tube u toku gutanja)

### Negativna barotrauma uva
Sa porastom pritiska u atmosferi, vazduh u srednjem uvu se sabija, što u slučaju prepreke u E.tubi dovodi do utiskivanja bubne opne prema unutrašnjosti. Ovaj poremećaj karakteriše:
- uvlačenje bubne opne i sabijanje lanca slušnih koščica,
- hiperemija ako se poveća ili duže traje, pojava izliva tečnosti koja ispunjava šupljinu srednjeg uva,
- tačkasta krvarenja,
- odlepljenje sluzokože od kosti,
- hematotimpanon ako je povećanje pritiska veće od 40kPa (300 mmHg) ili
- pucanje bubne opne (perforacija).

### Pozitivna barotrauma uva
Sa sniženjem pritiska u atmosferi vazduh u srednjem uvu se širi i na 15 mmHg nasilno otvara ždrelno ušće E.tube i dovodi do izlaska viška vazduha i izjednačenja pritiska. Ukoliko postoji poremećaj (prepreka) u E.tubi regulacija provetravanja je onemogućena, što uvećava pritisak na 50, 100, 200 mmHg pa i više, da bi se otvorio ždrelni deo tube. Ovaj pritisak vrši snažno nagnječenje sluzokože srednjeg uva i potiskuje bubnu opnu prema spolja. Ovaj poremećaj karakteriše;
- ispupčna bubna opna,
- rastezanje lanca slušnih koščica,
- anemija (malokrvnost) sluzokože (teži oblik),
- nagnječenje i razderotina sluzokože,
- hematotimpanon,
- pucanje (perforacija) bubne opne,
- prolazna ili trajna nagluvost.

### Eksplozivna i akustička barotrauma uva
Najteži oblik aerootitisa, (sa značajnim oštećenjima bubne opne i unutrašnjeg uva), izaziva eksplozivna ili blast barotrauma, koja nastaje zbog dekompresije izazvane dejstvom jakog vazdušnog talasa u toku eksplozije. Pojava nagle razlika u pritisku između unutrašnjosti organizma i spoljne površine tela uzrokuje povrede unutrašnjih organa ispunjenih vazduhom, kao što su pluća, gastrointestinalni trakt i uvo.

## Predispozicija
Predisponirajući faktori rizika za nastanak aerootitisa su; faktori koji potiču iz sredine i faktori koji nastaju zbog različitih stanja i poremećaja u organizmu.

### Faktori sredina
- Aktivnosti sa velikim i brzim promenama nadmorske visine, kao što je;
  - letenje avionom, balonom ili paraglajderom,
  - skakanje padobranom,
  - ronjenje,
  - boravak u hipo i hiperbaričnim komorama,
  - prinudno napuštanje podmornice,
- Eksplozija; izazivana talasom pritiska u medijumu u kojem se odigravaju, (pod zemljom, u vodi, u vazduhu)

### Poremećaji u organizmu
- Alergija ili hronične infekcije gornjih disajnih puteva,
- Upale uha ili sinusna
- Suženje Eustahijeve tube,
- Prisutnost tumora uz opstrukciju latnasopharynx-a
- Deca sa velikim adenoidnim vegetacijama
- Starost: deca (njihova eustahijeva tuba je uža.)

## Aerootitis kod pojedinih aktivnosti

### Ronjenje
Kod podvodnih ronioca pojava aertootitisa koji oni popularno zovu „gnječenje srednjeg uva“, relativno je česta pojava. Ronioci moraju stalnim provetravanjem, preko E.Tube da obezbede da se pritisak u srednjem uvu izjednači sa povećanim pritiskom koji se javlja kod zaranjanja. Međutim, ako ronilac ima problema ili ne može da izjednači pritisak, a on postane značajno veći u srednjem uvu se javlja krvarenje. U težim slučajevima ovo vodi do rascepa bubne opne, a kroz tako stvoreni otvor može da uđe hladna voda i da izazove vrtoglavicu i dezorijentaciju. Kod težih oštećenja može doći i do barotraume unutrašnjeg uva koja vodi nastanku perilimfatičnih fistula i dekompresione bolesti, u kojoj gasni mehurići mogu oštetiti labirint.

### Letenje
Pritisak vazduha u toku leta, u kabinama vazduhoplova, održava se na nivou koji obezbeđuje potreban komfor pilotima i putnicima aviona. Komforni pritisak vazduha u kabini vazduhoplova se tokom leta održava kompresorima i ekvivalentan je atmosferskom pritisku na nadmorskoj visini od 1.500 do 2.000 metara iznad mora. Obzirom na činjenicu da postoji razlika u pritisku vazduha na nivou mora i na nadmorskoj visini, u toku uspona ili sletanja aviona mogu se javiti bolovi u ušima, sinusima, zubima.

### Boravak u barokomori
Aerootitis je jedna od najčešćih barotrauma u toku boravka u barokomori. Najčešće se javlja kod dugih protokola na većim atmosferskim pritiscima (rekompresiona terapije ronilaca, lečenje gasne gangrene i sličnih stanja) ili zbog;
- Nepravilno obavljene dijagnostike (vidi kontraindikacije za primenu HBOT)
- Neadekvatna priprema bolesnika (nisu preventivno stavljene kapi u nos,nije odstranjena ušna mast, bolesnik nije upoznat sa načinom izjednačavanja pritiska u E.tubi itd)
- Nepridržavanje protokola propisanog za kompresiju/dekompresiju barokomore
- Nagla dekompresija (preventivna ili havarijska)
- Otkaz opreme zbog kvara i nedostatka gasa.

## Klinička slika i dijagnoza
Kliničku sliku ovog poremećaja, koji se može javiti na jednom uvu ili obostrano, karakteriše sledeća simptomatologija;
- Osećaj punoće ili (eng - „clogging“) u uvu
- Nelagodnost ili bol u uvu
- Nagluvost
- Osećaj zvonjenja u uvu (zujanje u ušima)
- Vrtoglavica

Bolesnik se ne može osloboditi ovih simptoma, gutanjem zevanjem ili za žvakanjem i ako se blokada E.tube nastavi duže vreme može doći do infekcije i pojave klasične upale srednjeg uva (lat- Otitis med.acuta)
- Otoskopski se vidi ispupčena ili uvučena bubna opna (koja kod jačeg pritiska sliči akutnoj upali srednjeg uva)i defekt bubne opne u vidu linearne ili nepravilne, jednostruke ili višestruke pukotine, sa raskidanima i krvlju podlivenim ivicama.
- Pri težim povredama može se videti krvavljenje iz spoljnjeg ušnog kanala.
- Najozbiljnija komplikacija nelečene traumatske perforacije bubne opne je holestaeatom usled urastanja pločastog epitela u srednje uvo, a kod jačih oštećenja moguća je reverzibilna ali ređe i trajna nagluvost.

## Diferencijalna dijagnoza
Diferencijalna dijagnoza ima za cilj da razmotri alternativna stanja koja mogu izazvati iste simptome. U zavisnosti od aktuelnih simptoma, ova stanja mogu uključivati:
- zapaljenje srednjeg uha,

- zapaljenje spoljašnjeg uha,

- ušnu mast (cerumen),

- dekompresijsku bolest unutrašnjeg uha,

- kaloričnu stimulaciju,

- benignu paroksizmalnu pozicionu vrtoglavicu,

- vestibularni neuronitis,

- Menijerovu bolest,

- akustični neurom.

Ako postoji senzornoneuralni gubitak sluha ili vrtoglavica nakon izlaganja velikoj promeni ambijentalnog pritiska ili promene gasa za disanje, treba razmotriti mogućnost istovremene barotraume i dekompresijske bolesti unutrašnjeg uha, jer simptomi mogu biti veoma slični, i leč se rekompresijom i hiperbaričnim kiseonikom.

## Terapija
Kod većine ljudi aerootitis sa lako može korigovati nekim od metoda.
Kada se simptomi poremećaja ne normalizuju potrebno je lečenjem postići izjednačenje pritiska u srednjem uvu, uspostavljanjem normalne funkcije E.Tube, sprečiti simptome upale srednjeg uva, a bolesniku olakšati tegobe.
U lečenju se primenjuju ovi lekovi i metode;
- Lekovi za smanjenje otoka nosne sluzokože,
- Antihistaminici,
- Analgetici i antipiretici,
- Valsalva manevar,koji se izvodi na sledeći način: prstima zatvorite nozdrve, zatvoriti usta i umerenom silom duvajte vazduh prema nosu kao kada Vam je zapušen nos (manevar ponoviti više puta)
- Prema potrebi sprovesti hirurški tretman koji se sastoji u hirurškom rezu na bubnoj opni u cilju izjednačavanja pritiska vazduha i drenaže nakupljenog sekreta u srednjem uvu,

Konzervativno i hirurško lečenja je potrebno i kod komplikacija aerootitisa: nekontrolisanog rascepa bubne opne izazvan razlikom pritiska (obično se javlja kod eksplozivne dekompresije i blast povrede).

## Komplikacije
Komplikacije povezane sa barotraumom uha mogu se sažeti kao:
- serozni izliv,

- seroznosukrvičavi izliv,

- otvoreno krvarenje u srednjem uhu,

- perforacija bubne opne i dekompresijske bolesti unutrašnjeg uha.

Komplikacije se mogu biti udružene sa prolaznim i/ili hroničnim gubitkom sluha, vrtoglavicom i nestabilnošću hoda. Prijavljeni su i lezije spoljašnjeg slušnog kanal, infekcije srednjeg uha, hronični bol, kao i prolazna paralizacija facijalnog nerva.

## Prevencija

### U toku ronjenja
Većina ronilačkih klubova roniocima savetuju brojne mere prevencije aerootitisa. Citiramo neke od mera koje su navedene u Uputstvu za medicinsko obezbeđenje podvodnih aktivnosti;

### U toku boravak u barokomori
Preventivne mere koje treba sprovesti kod osoba koje se leče ili borave u barokomorama su;
- Pre izlaganja HBO obavezno obaviti otorinolaringološki pregled, savesno i korektno,
- U slučaju pojave ušne masti u spoljnjem ušnom hodniku isti treba temeljno isprati
- Pacijente u akutnoj fazi bolesti uha, nosa i sinusa ne izlagati HBOT
- Pre ulaska u komoru preventivno staviti kapi u nos a po potrebi dati i antihistaminik
- Obučiti pacijenta za izjednačavanje pritiska u srednjem uvu,
- Kompresiju i dekompresiju kod hroničnih bolesnika ili pri najavi od strane pacijenta pojave pritiska u ušima i bolova u predelu sinusa, maksimalno usporiti, uz povremene zastanke ako je potrebno do stabilizacije stanja.
- Po završenoj HBOT pacijent mora najmanje 20 min biti pod kontrolom lekara

### U toku letenja
Većina avio-kompanije putnicima pre letenja avionom savetuju brojne mere prevencije aerootitisa.

## Prognoza
Blagi simptomi mogu nestati u roku od 1 do 2 nedelje. Svi simptomi treba da budu rešeni pre ponovnog ronjenja, letenja i lečenja u barokomori, uključujući zarastanje bilo koje perforacije bubne opne, kako bi izjednačavanje pritiska u uvu bilo moguće,  bez abnormalnih zvukova, a sluh normalan.

## Spoljašnje veze
Mediji vezani za članak Aerootitis na Vikimedijinoj ostavi

|  | Molimo Vas, obratite pažnju na važno upozorenje u vezi sa temama iz oblasti medicine (zdravlja). |